# HD 22663
HD 22663，又名CD-40 1008，SAO 216405、HR 1106，是一颗恒星，视星等为4.58，位于銀經244.85，銀緯-53.51，其B1900.0坐标为赤經3h 33m 30.3s，赤緯-40° -53.51′ 9″。